# Відхилення торгівлі

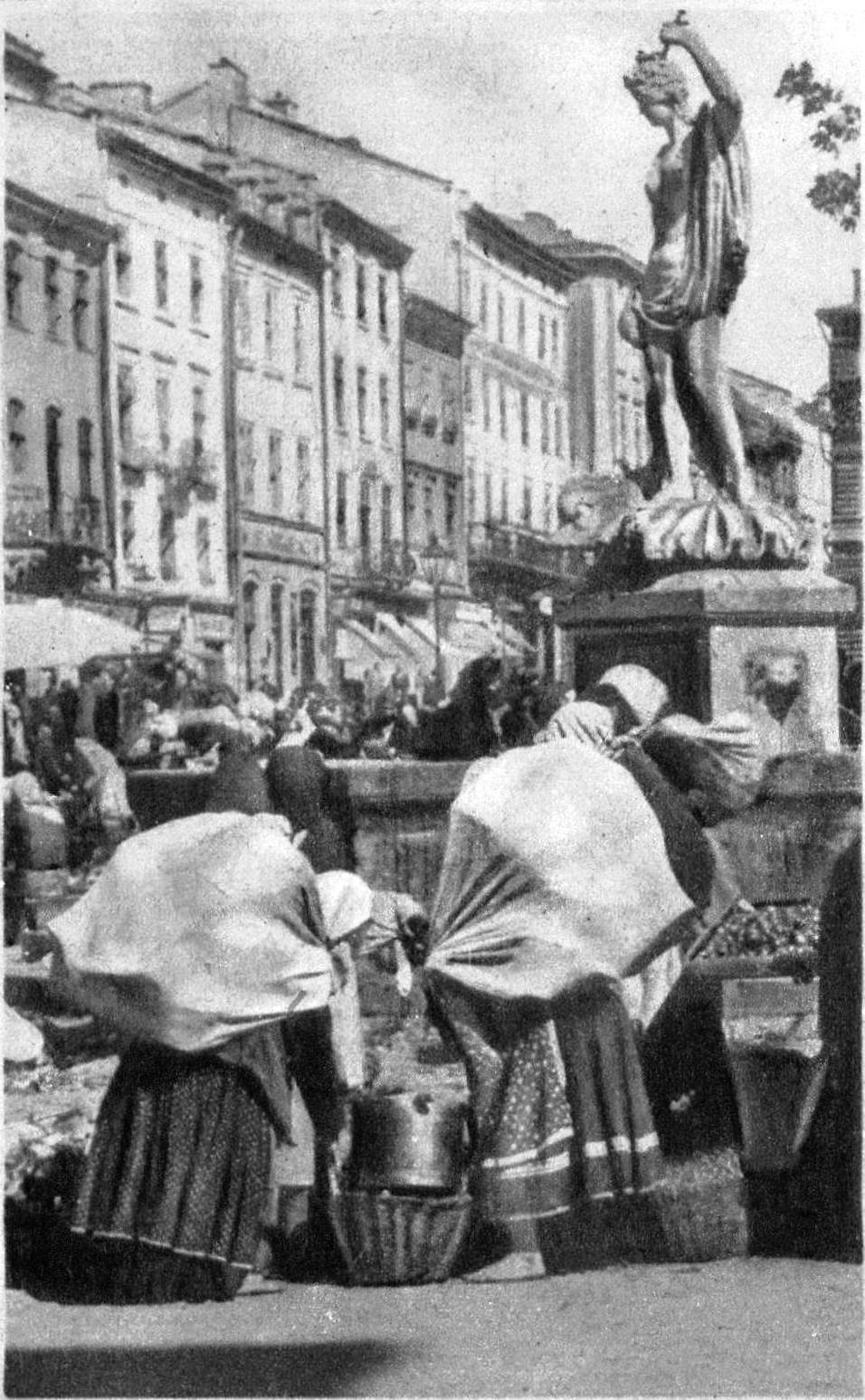
Зовнішня торгівля є історично першою і найважливішою формою економічних зв'язків між народами

Відхилення торгівлі (англ. trade diversion) — це економічний термін, пов'язаний з міжнародною економікою, у якому торгівля переходить від більш ефективного експортера до менш ефективного шляхом формування угоди про вільну торгівлю або митного союзу. Загальна вартість товару стає дешевшою при торгівлі за договором через низький тариф. Схожим терміном створення торгівлі є випадок, коли формування торгової угоди між країнами зменшує ціну товару для більшої кількості споживачів і, отже, збільшує загальну торгівлю. У цьому випадку більш ефективний виробник за угодою збільшує торгівлю.
Ці умови були використані «старим» економістом школи Чикаго Якобом Вінером у своїй роботі 1950 року «Проблеми митного союзу».

## Відомі застосування
Вперше цей термін викорисав Джейкоб Вейнер у своїй статті 1950 року The Customs Union Issue.  Пізніше в цьому ж десятилітті Річард Ліпсі зазначив, що не тільки місце виробництва, а й місце споживання товарів буде впливати на торгові угоди.
Béla Balassa обговорив концепції щодо Європейського Спільного ринку у своїй роботі 1967 року «Творення та звільнення від торгівлі» на Європейському спільному ринку.

## Приклад
Коли країна застосовує один тариф для всіх країн, вона завжди буде імпортувати з найбільш ефективного виробника, так як більш ефективна країна буде забезпечувати товари за нижчою ціною. З укладанням двосторонньої чи регіональної угоди про вільну торгівлю ситуація може бути іншою. Якщо угода буде підписана з менш ефективною країною, цілком можливо, що її продукція стане дешевшою на ринку імпорту, ніж продукція більш ефективної, так як податки існують тільки для однієї із них. Отже, після встановлення угоди, країна-імпортер буде купувати продукцію виробника з більш високою вартістю. Іншими слова, це призведе до переорієнтації торгівлі.

## Недоліки
Відкрита торгівля може зашкодити країні, що не є однією із сторін укладання угоди, економічно та політично, і створювати напружені відносини між двома народами. Зниження випуску товарів або послуг, які продаються однією країною з високою порівняльною перевагою для країни з нижчими порівняльними перевагами, працює проти створення більшої ефективності, а отже, і більшого загального профіциту. Економісти вважають, що відхилення торгівлі є шкідливим для споживачів. [джерело?]